# Corpo farfallato

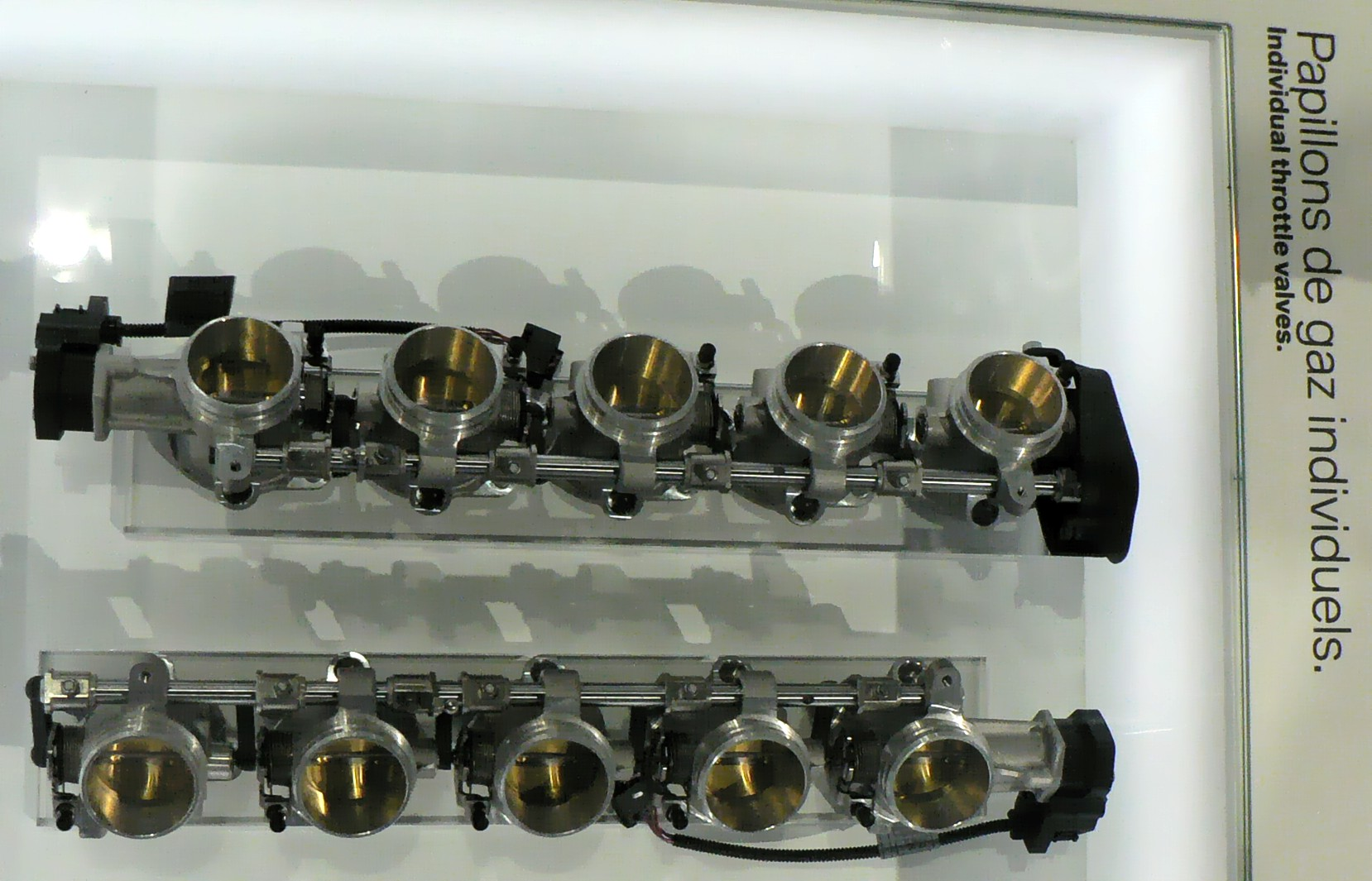
Corpi farfallati

Il corpo farfallato è un componente meccanico o elettromeccanico fondamentale del motore a combustione interna ad accensione comandata, posto nell'impianto d'alimentazione e che si occupa di regolare il flusso d'aria da immettere nel carburatore o, nei motori a iniezione, direttamente nella camera di combustione, e in tal modo di regolare il numero dei giri al minuto del motore.
Il corpo farfallato è l'elemento principale dell'insieme denominato sistema di alimentazione dei motori a combustione interna.
I motori ad accensione per compressione non lo necessitano in quanto in essi il numero dei giri al minuto del motore viene regolato solamente regolando la quantità di combustibile iniettato (congiuntamente alla fasatura di iniezione).

## Caratteristiche del corpo farfallato

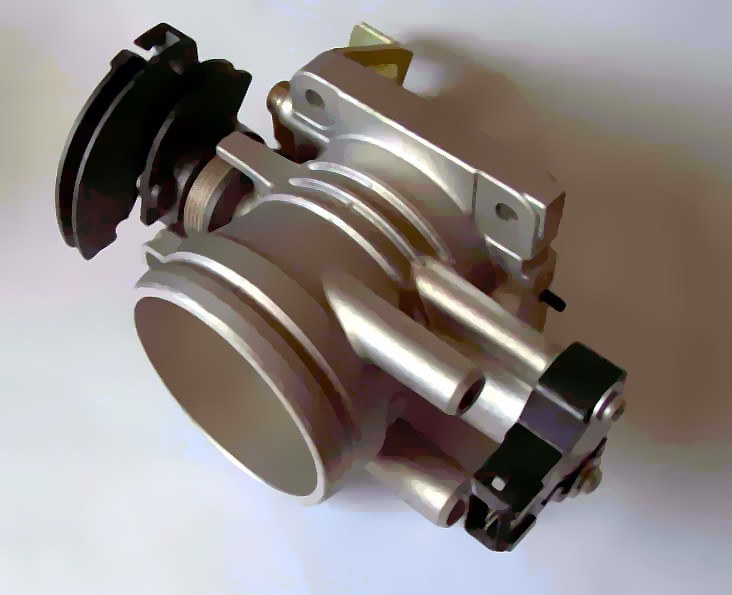
Corpo farfallato del motore Rover serie K

Il corpo farfallato è composto essenzialmente da un condotto principale cilindrico od ovale che mette in comunicazione l'interno del gruppo termico (cilindro, testata, pistone, camera di combustione) con l'esterno.

Lungo il percorso di questo condotto si trova una valvola a farfalla, che ha la funzione di regolare il flusso d'aria all'interno del condotto.

La valvola è gestita in modo diretto (mediante un tirante metallico mosso dall'acceleratore) o indiretto (mediante un sensore che rileva l'inclinazione dell'acceleratore e invia un segnale alla centralina di iniezione, che a sua volta comanda tramite un segnale separato, che mette in funzione un motore elettrico, l'inclinazione della valvola a farfalla) dal comando dell'acceleratore: accelerare significa, in pratica, fare in modo che il comando incrementi l'apertura della valvola provocando un maggiore afflusso d'aria dentro il condotto di aspirazione (e di conseguenza un maggior afflusso di carburante nel carburatore, oppure una variazione di un segnale generato da un sensore di pressione assoluta presente nel condotto di aspirazione, o di un debimetro, che determina un incremento, da parte della centralina di iniezione, della quantità del carburante iniettato nei cilindri, con in entrambi i casi l'obiettivo di mantenere il più possibile il rapporto stechiometrico della miscela aria-carburante vicino a quello ideale; di conseguenza, nei motori a scoppio è l'incremento e il decremento del volume di aria aspirato a determinare rispettivamente l'incremento e il decremento della quantità del carburante bruciato e di conseguenza dei giri al minuto del motore e soprattutto nei motori a iniezione è inoltre fondamentale che tra il filtro dell'aria e la camera di combustione non vi siano infiltrazioni di aria, in modo da evitare irregolarità del funzionamento del motore dovute ad anomalie nella formazione della miscela).

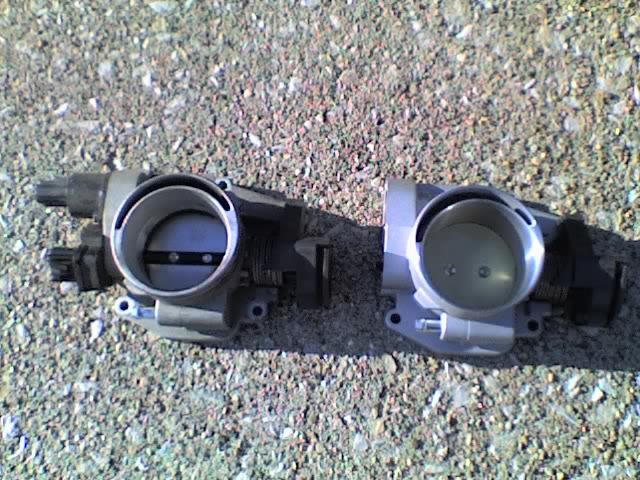
Due corpi farfallati

L'aria all'interno del corpo farfallato viene aspirata grazie alla depressione creata, all'interno del cilindro, dal moto discendente del pistone nei motori a quattro tempi. Nei motori a due tempi l'aria viene aspirata dal carter quando risale il pistone, mentre nei motori sovralimentati l'aria viene in diversi modi portata nel motore, non prima di essere stata raffreddata da un intercooler, tramite un compressore.

### Variazioni
Alcuni corpi farfallati a comando meccanico diretto, per garantire la certezza di un afflusso minimo d'aria in qualsiasi condizione ed eventualità, sono provvisti di un secondo condotto che scavalca la valvola e che funge da condotto per il regime minimo, il grado d'apertura del quale viene regolato da un motore elettrico (detto in gergo meccanico "motorino del minimo"), il quale, in base al comando di un'apposita centralina, opera una regolazione più precisa del flusso dell'aria, tenendo il motore al regime di minimo più idoneo in base alla temperatura del liquido di raffreddamento e allo stato di attivazione di accessori come il compressore dell'aria condizionata. Tale accorgimento è superfluo nei corpi farfallati provvisti di regolazione elettromeccanica, nei quali l'inclinazione della valvola al regime minimo è in ogni momento precisamente regolata dalla centralina di iniezione.